# フェートン (車両)
フェートン（Phaeton、Phaëton、Phaethon）は、16世紀以降、馬車の車体形状の呼び名として使用され、19世紀末からは自動車の車体形状の呼び名としてオープンカーの一形式を指す用語として使用された。

## 馬車
最初にキャリッジ（馬で引く車両の一種）の分類にフェートンを用いた16世紀のフランスでは、古いものにちなんで名づけることが流行していた。この言葉はすぐにイギリスとアメリカに広まり、その後18世紀から19世紀にかけて流行した。
この用語法には厳密な定義はなく、決まりといえばオーナードライバー（馬車でもドライバーである）用車両であること、なんらかのカバーが少なくともドライバーにあることぐらいである。大型車両から小型車両まで、また一頭立てでもそれ以上でも、広く使われた。製造業者のほうでもこの名前を大まかに使っていた。
より一般的で優雅なフェートンはメール・フェートン (Mail Phaeton) とスパイダー・フェートン (Spider Phaeton) である。メール・フェートンは、人と荷物を同時に乗せることができ、旅行などで使用された。郵便配達用コーチで1805年から使われたサスペンションを装備した車両に由来する。スパイダー・フェートンは米国発祥で、オーナードライバーが運転する軽量車両のこと。非常に繊細なボディラインと手抜きのない作りからそう名づけられた。米国で1860年代に作られたが、1890年代になって米国と欧州で人気が出る。多くの会社が同様のデザインで作成した。
最も豪華なものとしては英国のハイフライヤーと呼ばれた四輪馬車が有名。ボディにはスプリングが使用され、はしごを使って乗り降りをした。
シートは遊戯用では1列、ツーリング用途では2列以上のシートをもつものが一般的で、2列はダブルフェートン、3列となるとトリプルフェートンと呼ばれた。

## 自動車
自動車におけるフェートンは、20世紀前半のオープンボディースタイルの主流であった一形式を指す。折りたたみ式の幌を備えた乗用車で、おもに2列4人乗以上の4ドア幌付オープンカーに対する名称であった。

### 概要
2列4席のシートで4ドアのオープンタイプ以外に、2人乗り、6人から7人乗りもある。ガラス窓（ロールアップ・ウインドウ）が標準になる以前のボディタイプで、窓ガラスをもたない幌付のオープンカーをフェートンと呼ぶ。
1898年、ベンツは、幌付き2人乗りをフェートンと名づけている。その後、同一車種で1列シート2人乗りと2列シートで4人乗りのものがある場合、前者をラナバウト（主に米国）やロードスター、後者は当初トノー（樽）状の後席だったためトノーと呼ばれたが、以後これはサイドにドアが付き(サイドエントランス・トノー)、トノーがボディ一体型となるに従いこのスタイルをツーリングカー、ツアラー、オープンツアラー、フェートンと呼ぶようになる。
しかしながら自動車黎明期にも幌つきの2人用をフェートンとよんだベンツの例もあるので馬車での呼称と同様、一概に一つの形式には定められない。後席の足元スペースが広いものでは、前席と後席の間に折りたたみ式の補助席を持ち6〜7人乗車が可能となっていた。
米国では1930年代から、それまでのスナップ止めなどのカーテンではなくセダンやクーペなどのクローズボディで使用されているガラス窓仕様となり、これはコンバーチブルとよばれた。閉じればクーペやセダン相当になったことからクーペやセダンに変換可能（コンバーチブル）だったのである。コンバーチブルとよぶためにはオープン時にガラス窓をすべて隠さなければならず、当時はその製作には技術力が要求されたので、コンバーチブルを作れるメーカーは高度な技術をもっていると認識されフェートンと差別化することがおこなわれた。しかし、コンバーチブルはフェートンやオープンツアラーにロールアップウィンドウが付加されたものであり、フェートンからコンバーチブルへの変遷は技術的進化の過程だったと捉えられる。

#### サブタイプとしてのフェートン
オープンボディスタイルの主流がコンバーチブルとなって以降も、1930年代から1940年代にかけて、フェートンは米国系高級車のボディスタイルのサブタイプとして使用されている。ビュイック、キャディラック、リンカーン、パッカードでは、5人乗り4ドアのコンバーチブルをコンバーチブル・フェートン (Convertible Phaeton) とよび、4人乗り2ドアコンバーチブルをコンバーチブル・クーペ (Convertible Coupe) とよんでいた。また、コード (Cord) では5人乗り4ドアのコンバーチブルはコンバーチブル・フェートン・セダン (Convertible Phaeton Sedan) とよび、クーペベースの4人乗り2ドアコンバーチブルをカブリオレ (Cabriolet) とよんだ。

### 日本のフェートン
日本では1930年代に使用された用語で、すでに日本で生産をはじめていたフォード・モデルT（フォード・T型）（1925年 大正14年 横浜子安工場）やGMシボレー（1927年 昭和2年 大阪工場）の影響もあり、日本ではコンバーチブル以前の2列のシートをもつ幌型オープンカーをフェートンと呼ぶところから始まっている。
1932年、ダット自動車製造からダットサンの名前がつけられた11型はフェートンであった。ダットサンのセダンは5年後の1937年、16型登場まで待つことになる。
1936年9月、トヨタ社初の乗用車、AA型はセダンとして作られたが、同時にフェートンのAB型も作られた（同年10月トヨタを正式名称として使用開始している）。 AA型は6年で1400台強の生産だったのに対し、AB型は2年で350台あまりであった。日本でのフェートンは陸軍車輌として使われたのがほとんどで、悪天候時はサイドカーテンを付けて風雨をしのいでいた。その後のトヨタ自動車第2弾B型は、トヨタBAセダン、トヨタBBコンバーチブルという、フェートンではなくガラス窓のコンバーチブルであった。

### フェートンと名付けられた主な自動車
- 1898年 ベンツ・フェートン  2人乗り
- 1899年 ウィントン・フェートン (Winton Phaeton) 米国 ウィントン・モーター・キャリッジ・カンパニー。同社の車は前年にジェームス・ウォード・パッカードも購入したことでも有名。
- 1900年 ハットン・ネイピア フェートン (Hutton Napier) 英国 ハットン
- 1901年 ベルリエ（ルノーの前身）No.72B型フェートン フロントマウントエンジン
- 1902年 - 1911年 スカニア・フェートン  スカニア・マシーン・ファブリークス社
- 1905年 メルセデス ドッペル-フェートン(Mercedes Doppel-Phaeton 28/50 PS)
- 1907年
  - エルモア・マニュファクチャリング・カンパニー  ダブルフェートン
  - リライアブル・デイトン (Reliable Dayton) 米デイトン自動車 ダブルカウル・フェートン・ツーリングカー
- 1908年
  - ビュイック10型 (Buick Model 10) 米ビュイック社 フロントエンジンの初のビュイック ダブル・フェートン GMの最初の自動車会社。この年にGM設立と同時にビュイックは傘下に入る。
  - ノルスク(Norsk) ノルウェー ノルスク自動車 ダブル・フェートン
- 1910年 オート＝バッグ (auto-bug) 米オート＝バッグ社 ダブル・フェートン
- 1915年 フォードT型 フェートン 3ドア (Ford Model T)
- 1919年 ハドソン・フェートン (Hudson phaeton) 米ハドソン自動車会社の6人乗りフェートン 6気筒スーパーシックスエンジンを搭載
- 1920年
  - エセックス・フェートン・ツーリングカー (Essex Phaeton) 米ハドソン社の低価格ブランド子会社エセックス社のフェートン・ツーリングカー 米国郵政省が地方郵便配達用に大量に調達した車両
  - ピアース＝アロウ カスタムビルト・フェートン (Pierce-Arrow) 米ピアース＝アロウ社 ハリウッドスターのために最高級車として作られたモデル
- 1921年 ロコモビル・フェートン48型 (Locomobile Phaeton Model 48) 米ロコモビル社  この翌年デュラント社に買収される。
- 1922年 ロールスロイス・シルヴァー・ゴースト ペルメル・フェートン (Rolls-Royce Silver Ghost) 英ロールスロイス社のダブルカウルフェートン（ダブルカウル: 後席にも前席同様にウインドシールドが装備されている）ツーリングタイプ
- 1924年 クライスラー B型 フェートン (Chrysler Model B Phaeton) 米クライスラー社
- 1925年 クライスラー インペリアル・フェートン・ツーリング (Imperial Phaeton Touring) 米クライスラー社の高級車ブランド『インペリアル』
- 1927年
  - キャディラック ラサール・フェートン (La Salle Phaeton) 1902年創業1908年GM傘下の米キャディラックの低価格コンパクトラグジュアリーカー デュアルカウルフェートン
  - フォードT型 フェートン 4ドア Ford Model T
- 1928年 リンカーン・スポーツ・フェートンL型 (Lincoln Sport Phaeton Model L) フォード吸収後の米リンカーン
- 1931年
  - フォードA型フェートン (Ford Model A Phaeton)
  - シボレー・フェートン (Chevrolet Phaeton) 右ハンドル車。米国GMは1927年（昭和2年）大阪に工場を建設しシボレー生産を開始[2] フォードは1925年(大正14年)に横浜に工場を建設しT型を生産開始している。いずれもノックダウン方式で部品を輸入し組立てだけをおこなっていた。日本全国一県に一箇所はディーラーが設けられ、この後10年間は日本各地にシボレーやT型が走り回っていた。
  - ダットサン 11型フェートン[3][4]
- 1932年 デューセンバーグSJスポーツ・フェートン (Duesenberg SJ Sports Phaeton)
- 1933年 ダットサン・フェートン[5]日本 ダットサン
- 1936年 トヨタAB型フェートン 日本
- 1937年 コード812フェートン (Cord 812 Phaeton)
- 1938年 ニッサン70型フェートン 日本 日産 米国グラハム・ページ社から大型乗用車の設計と生産設備一式を導入して製作。
- 1997年 クライスラー・フェートン（英語版）コンセプトカー。
- 2003年 フォルクスワーゲンフェートン 2002年3月に発表、翌年5月より販売開始。